# Jonava
Jonava (pronunc. Yonavá) es una ciudad de Lituania con una población de algo menos de 35.000 habitantes. Siendo la ciudad más grande del centro de Lituania. Está situada en el condado de Kaunas en el centro de Lituania, al noreste de Kaunas. Jonava es la capital del municipio homónimo. La ciudad está ubicada a orillas del Río Neris. Es un centro de industria química.
Fue fundada en 1740 y es considerada ciudad desde 1864. Su nombre significa aproximadamente "Ciudad de San Juan".
Las fiestas de San Juan, que se celebran en todos los países Bálticos y tienen su origen en el paganismo, se viven muy intensamente en este lugar.

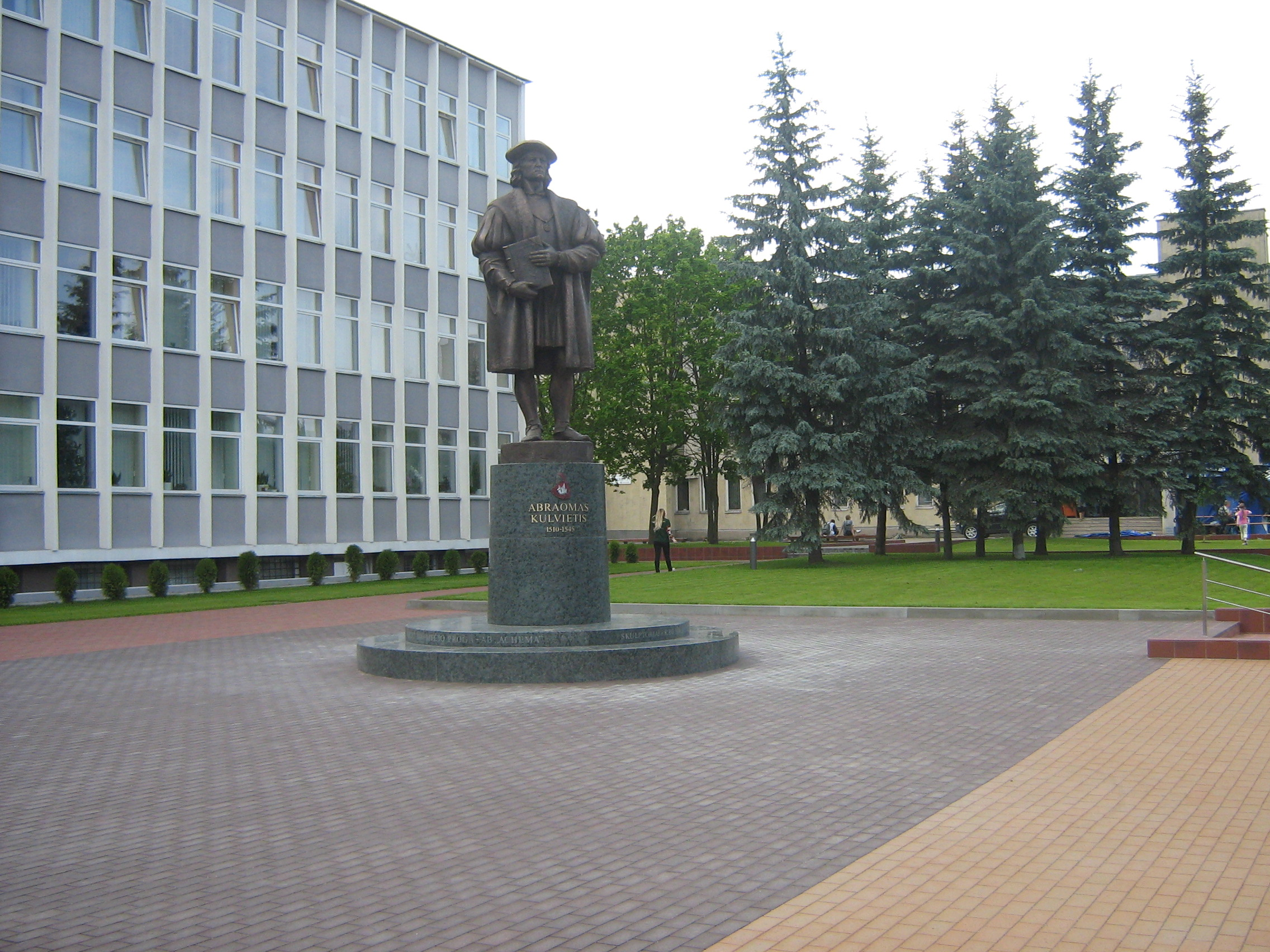
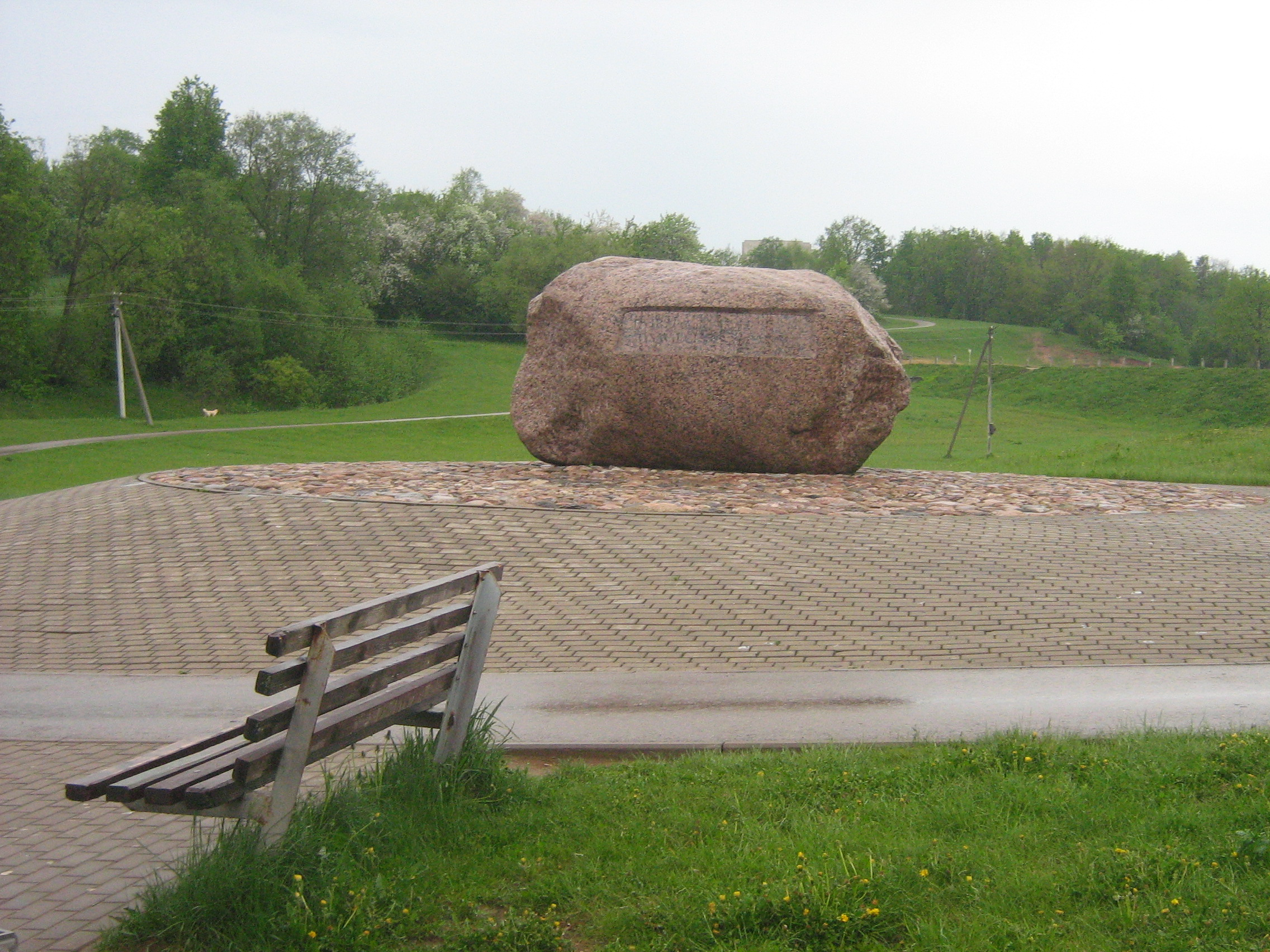
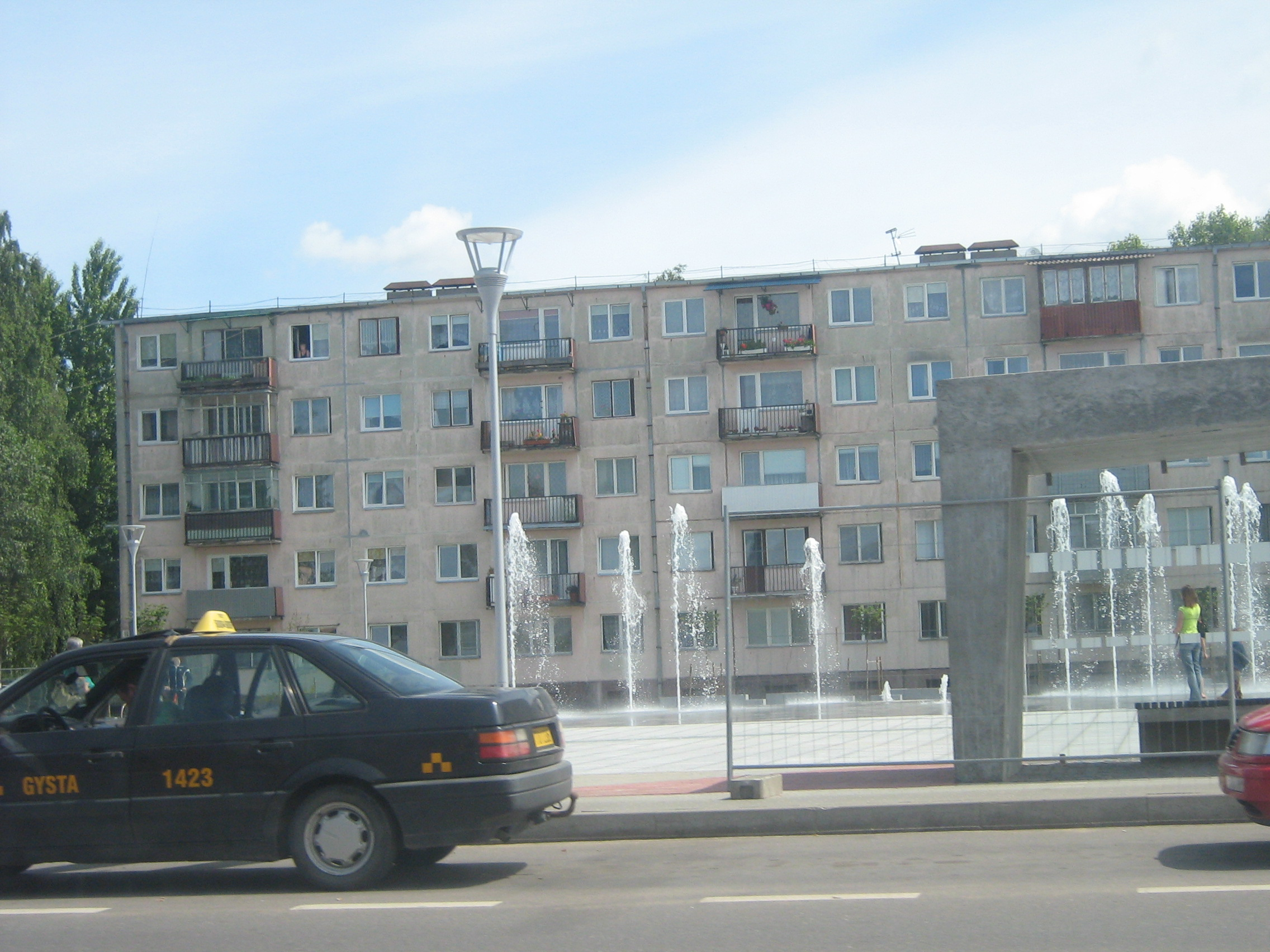
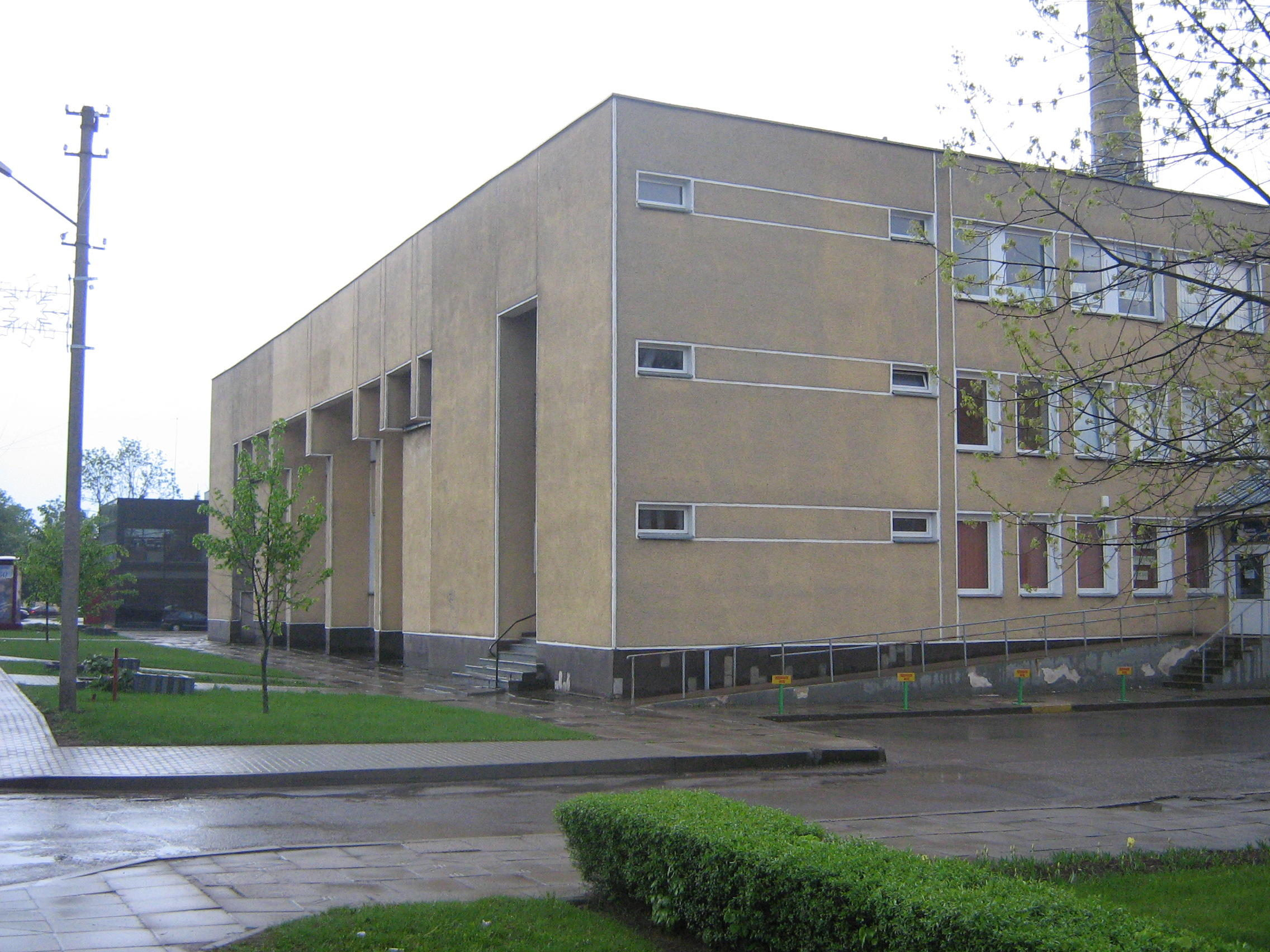
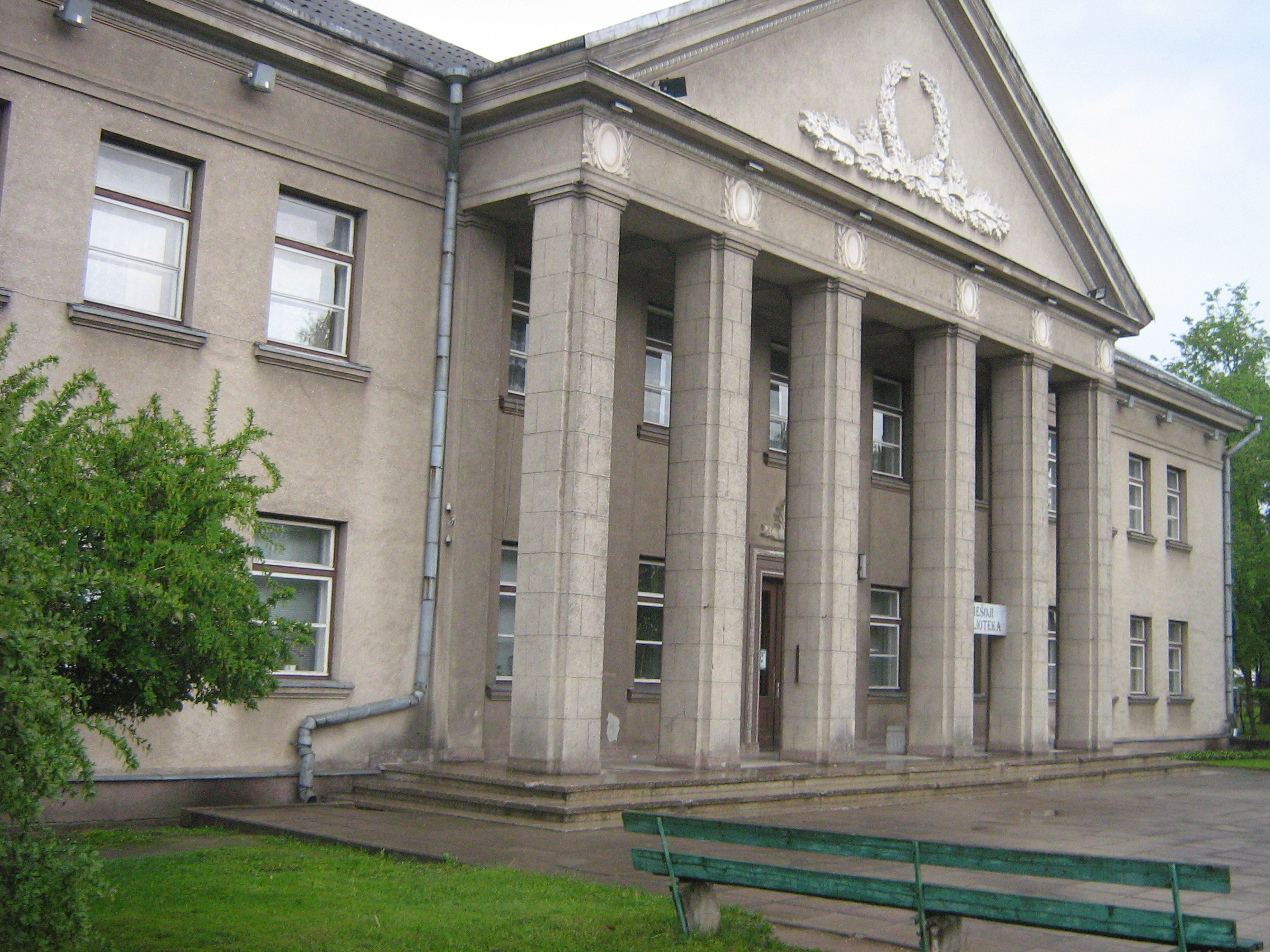
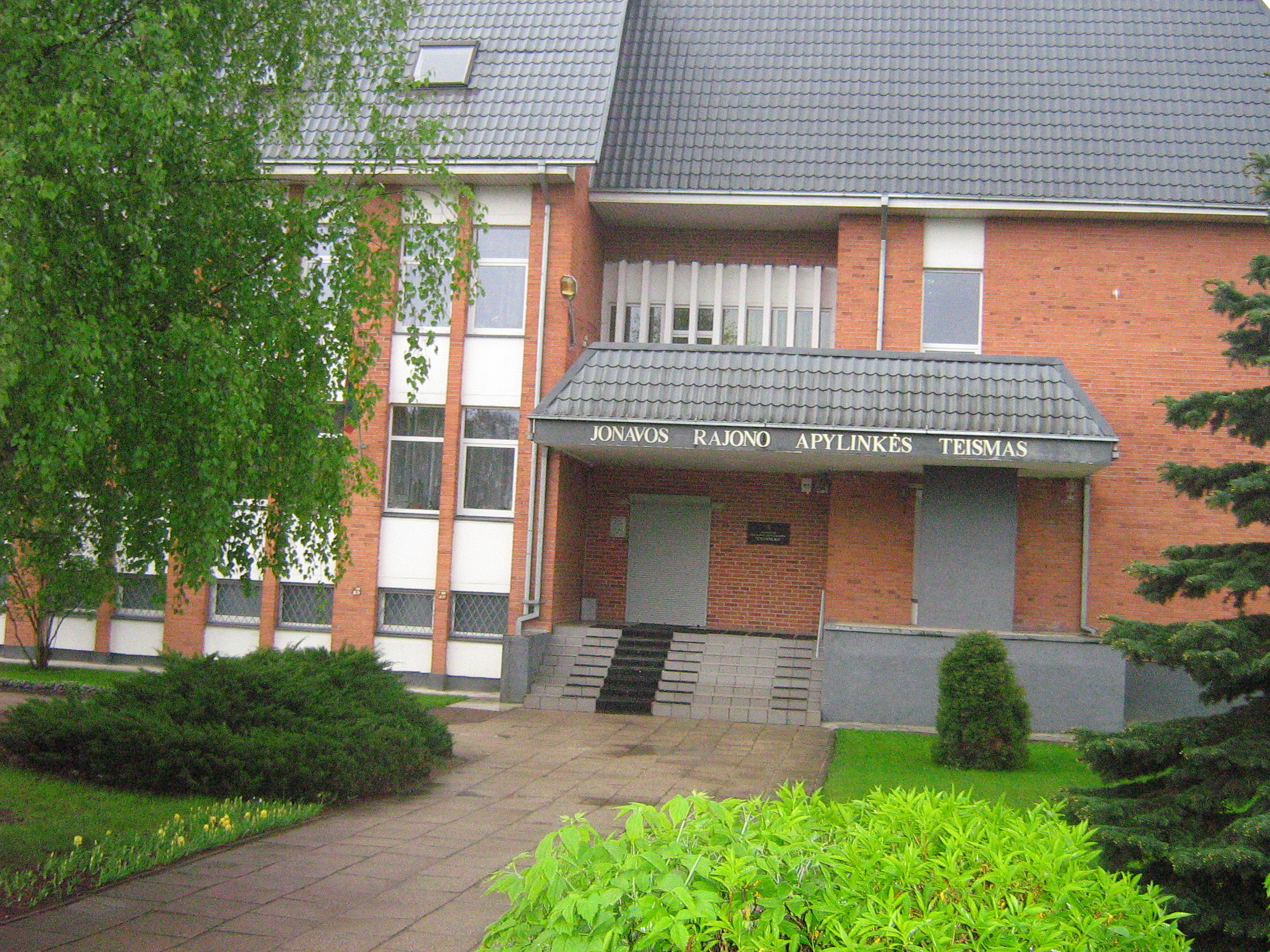
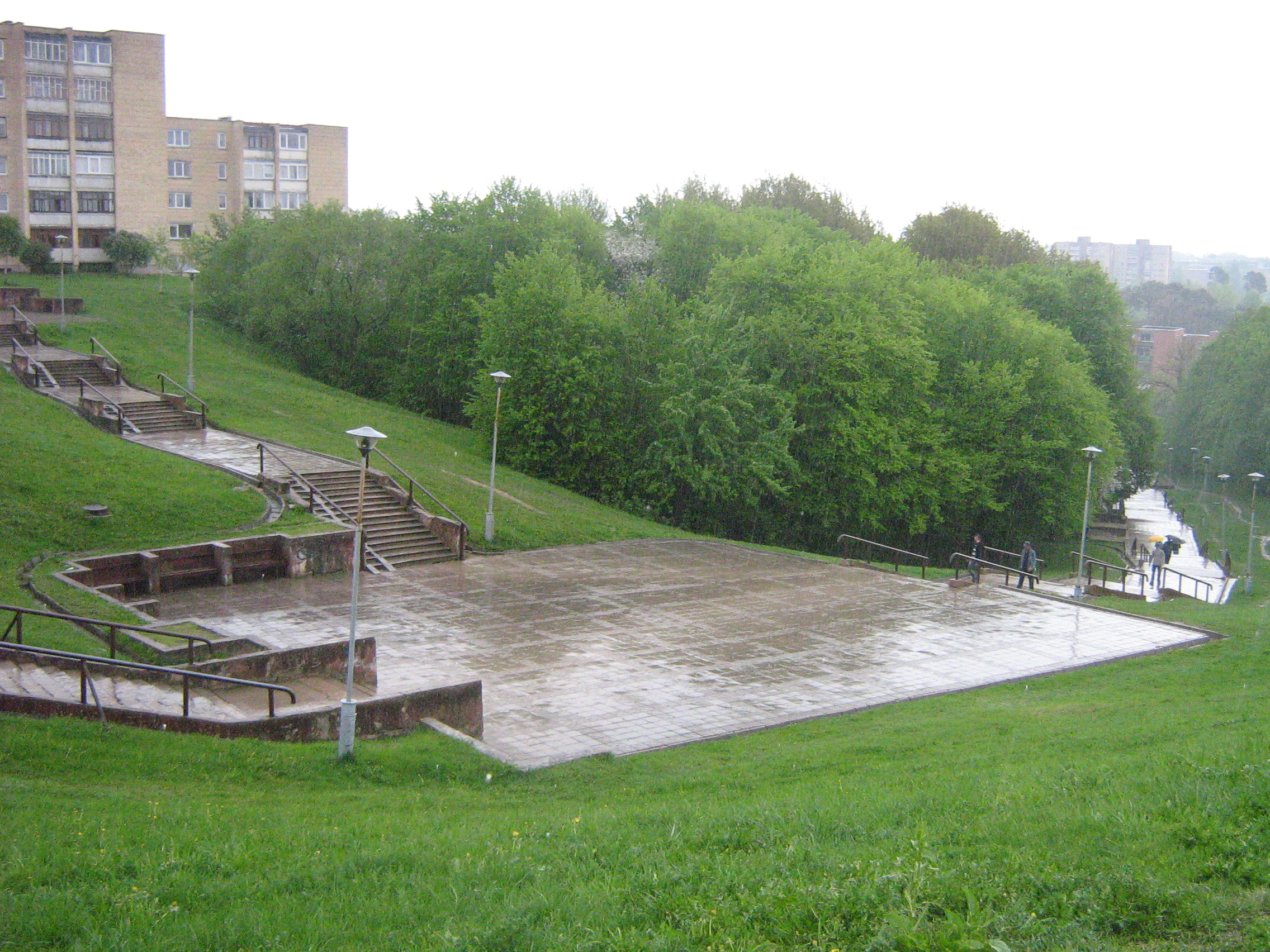
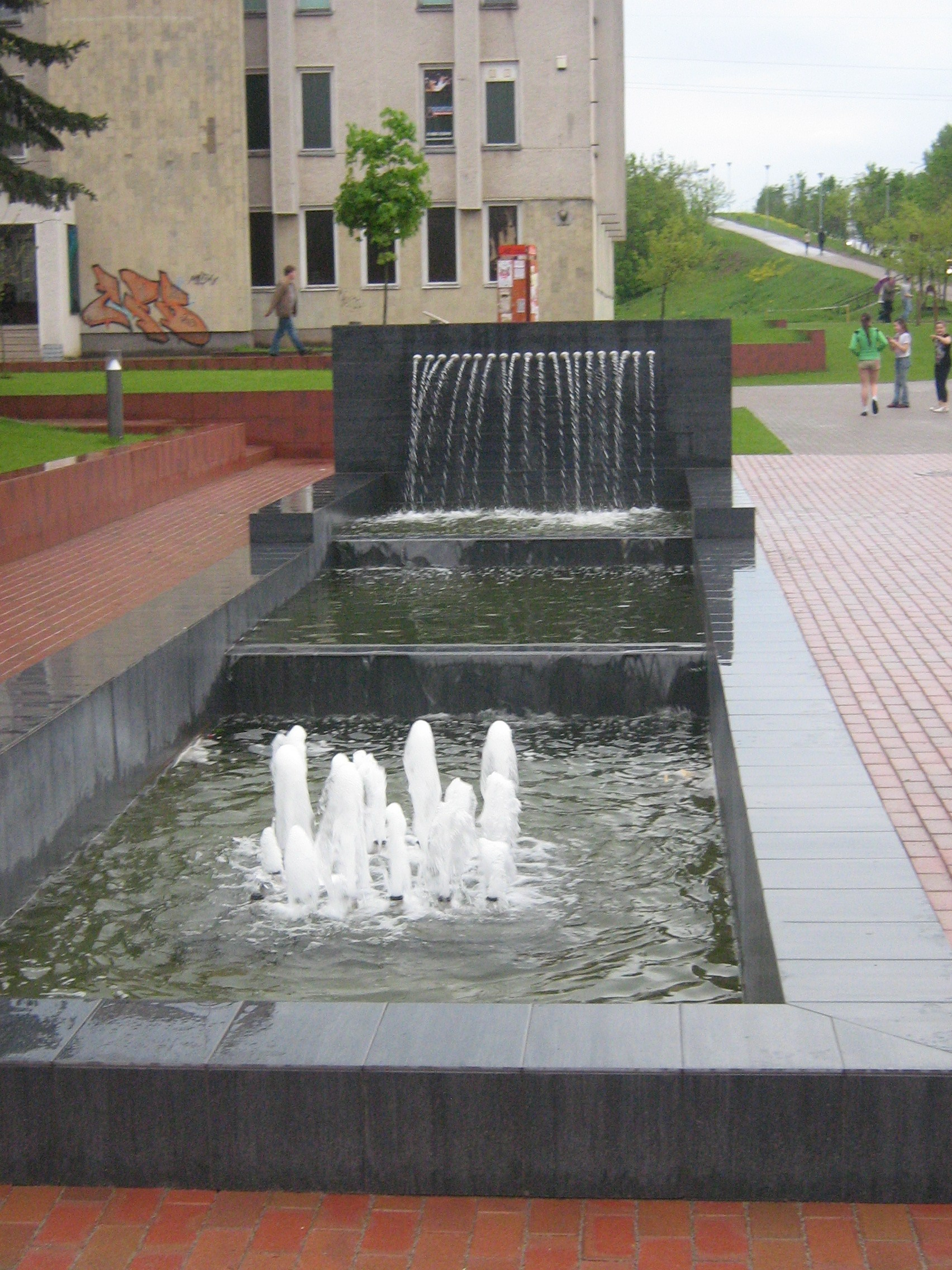
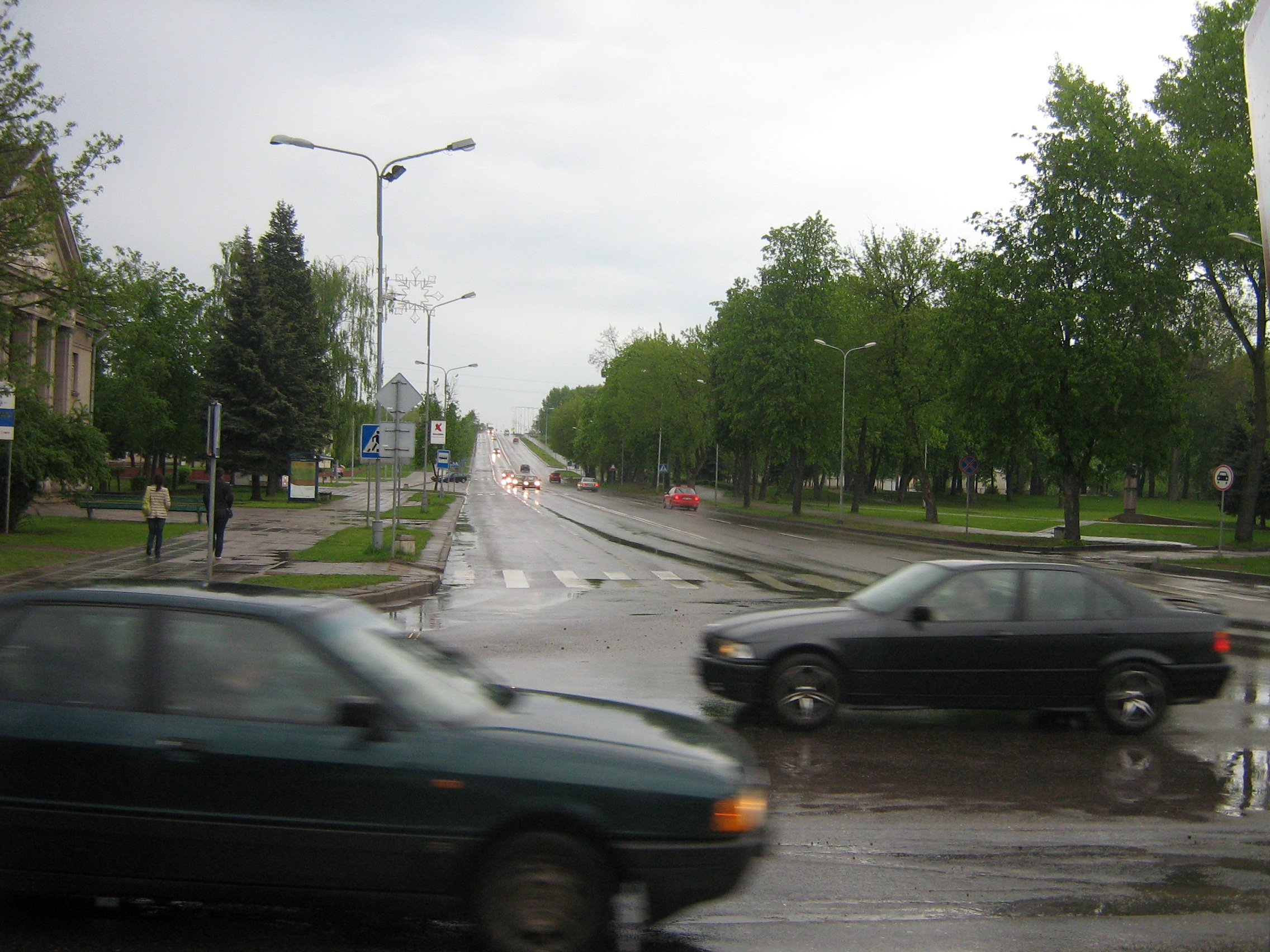
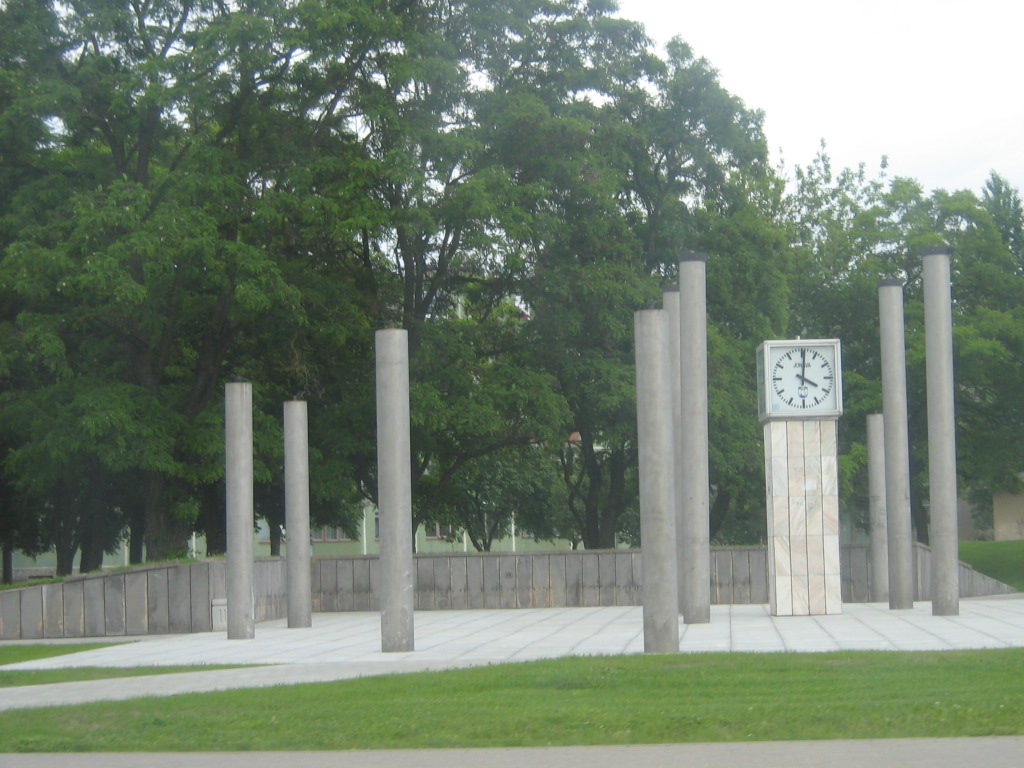
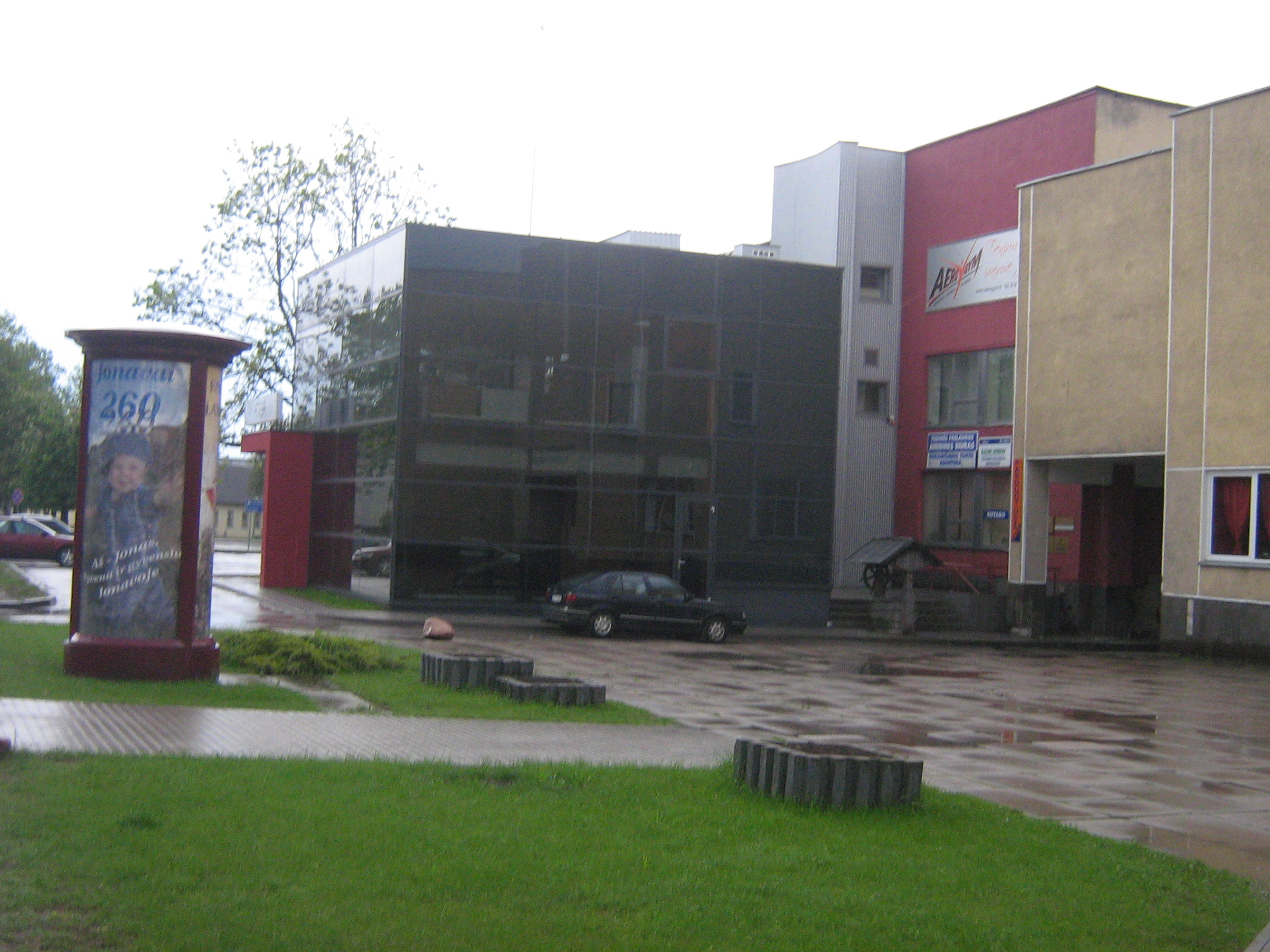
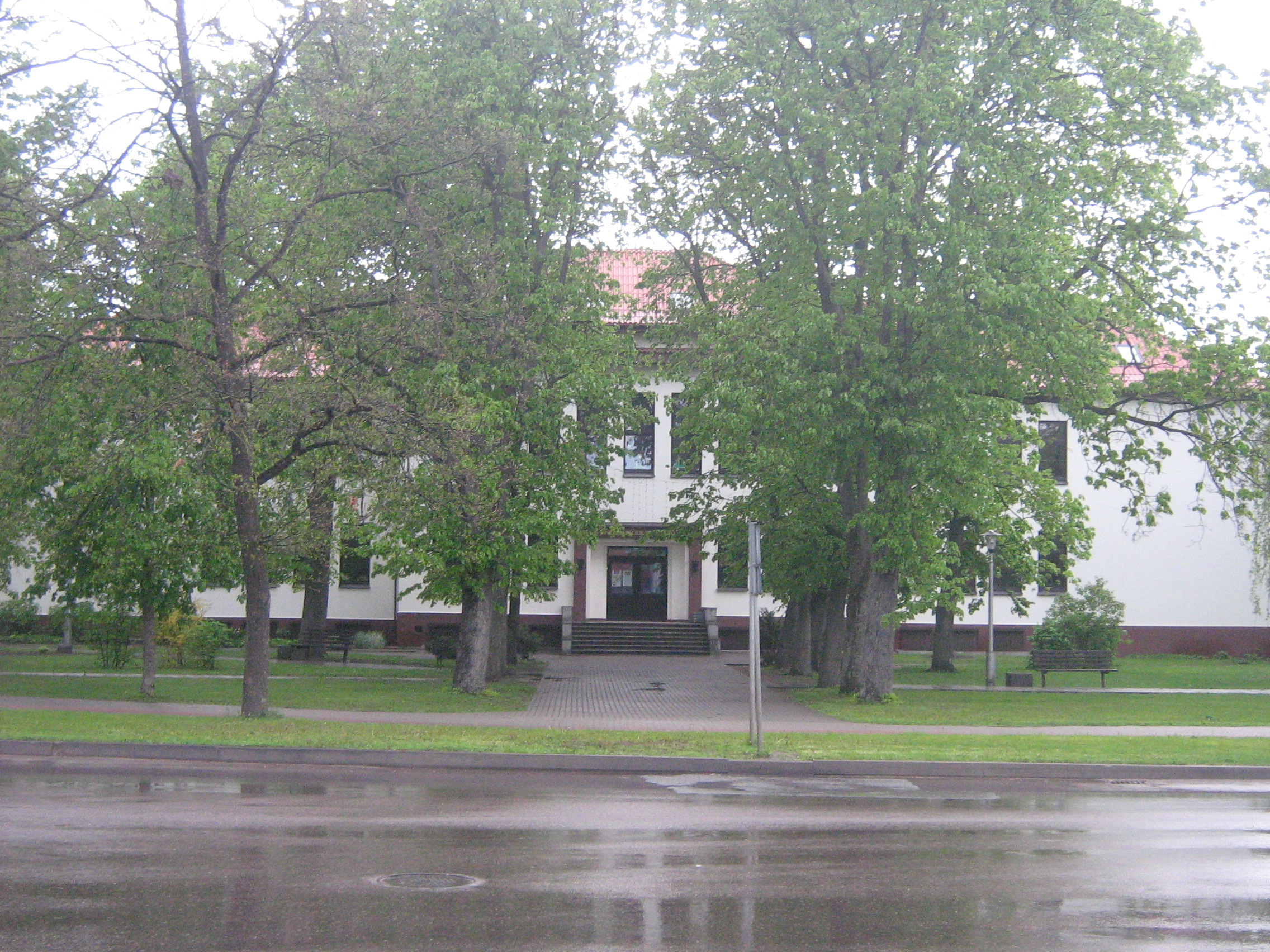
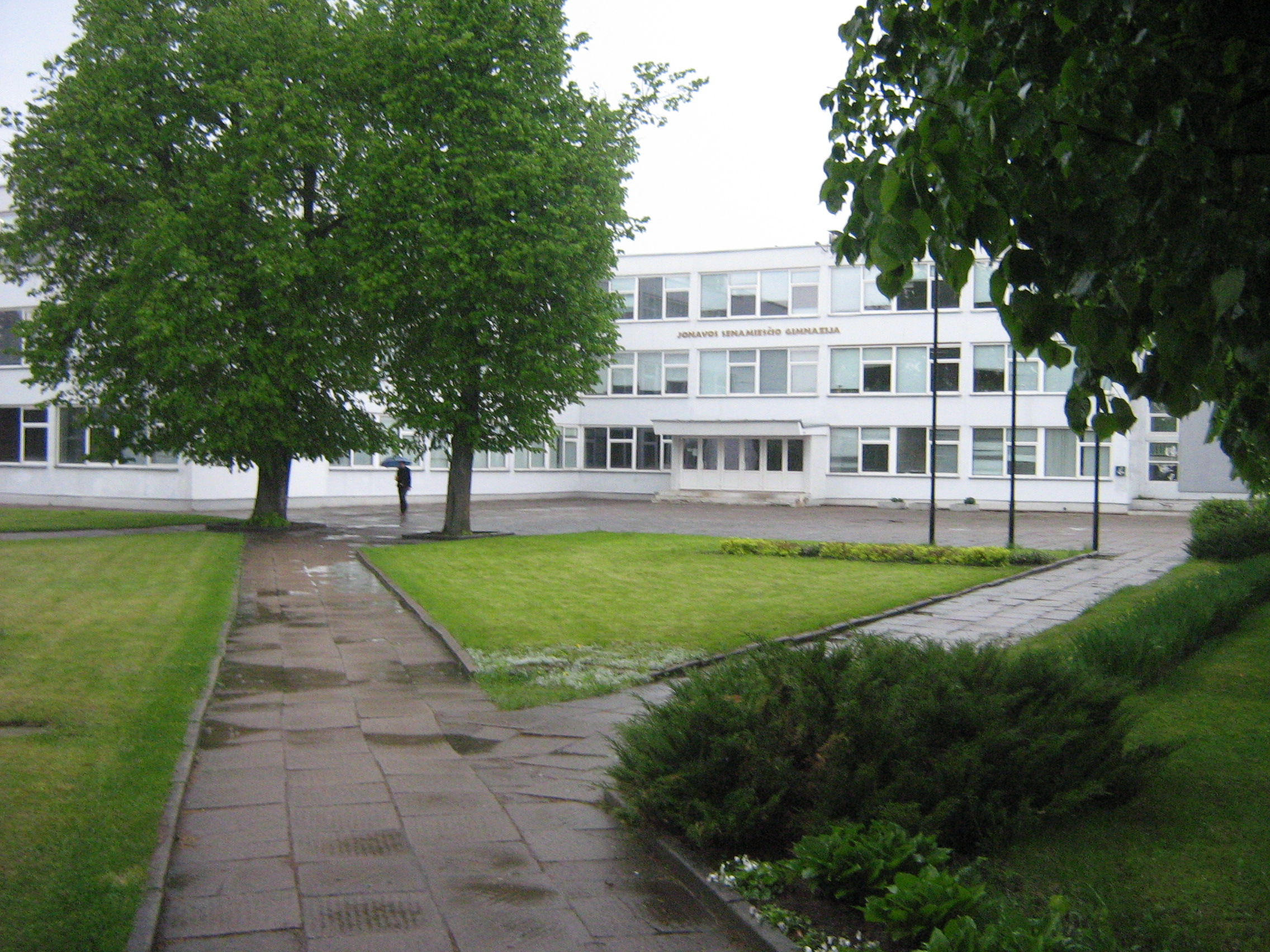
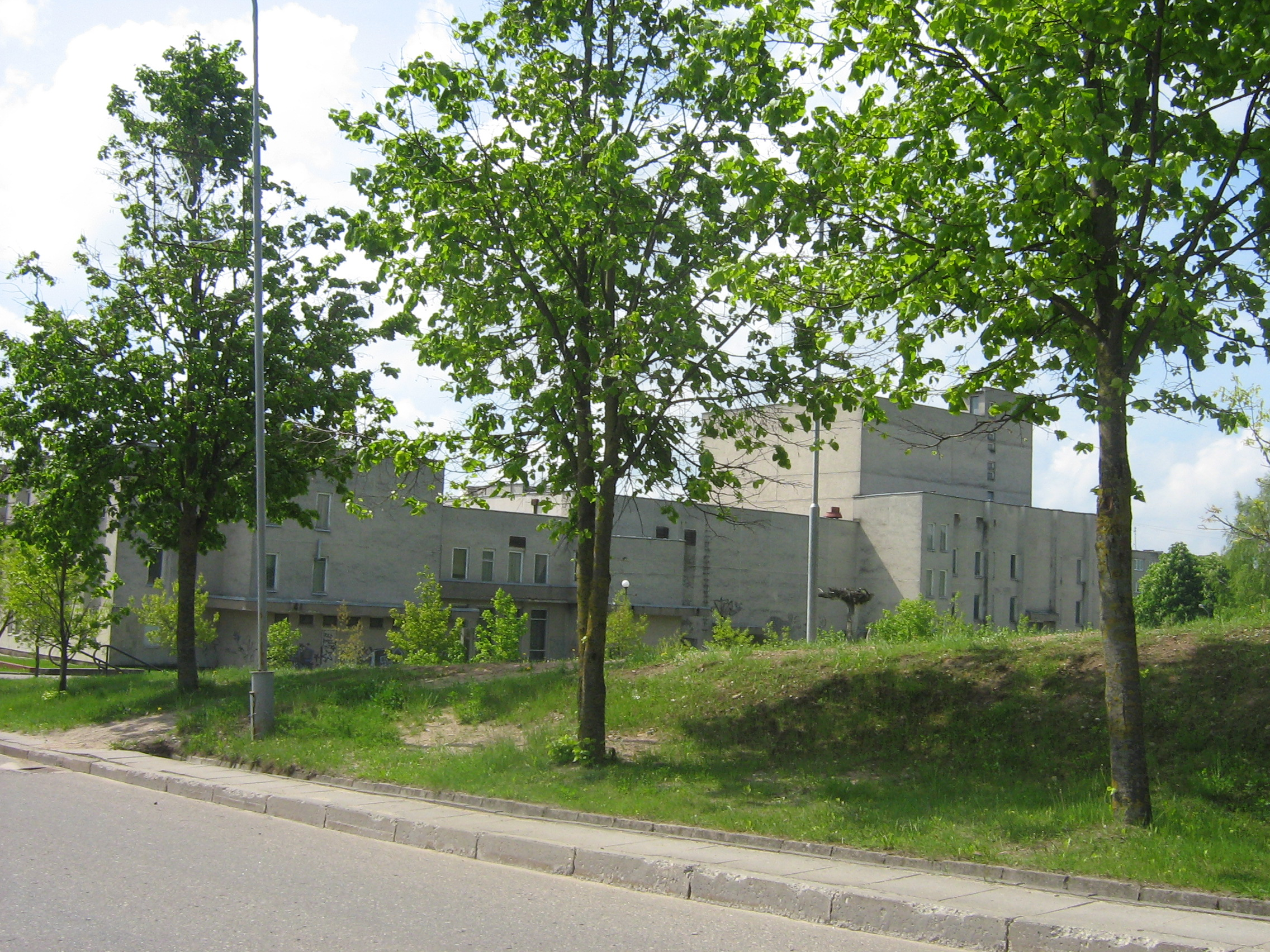
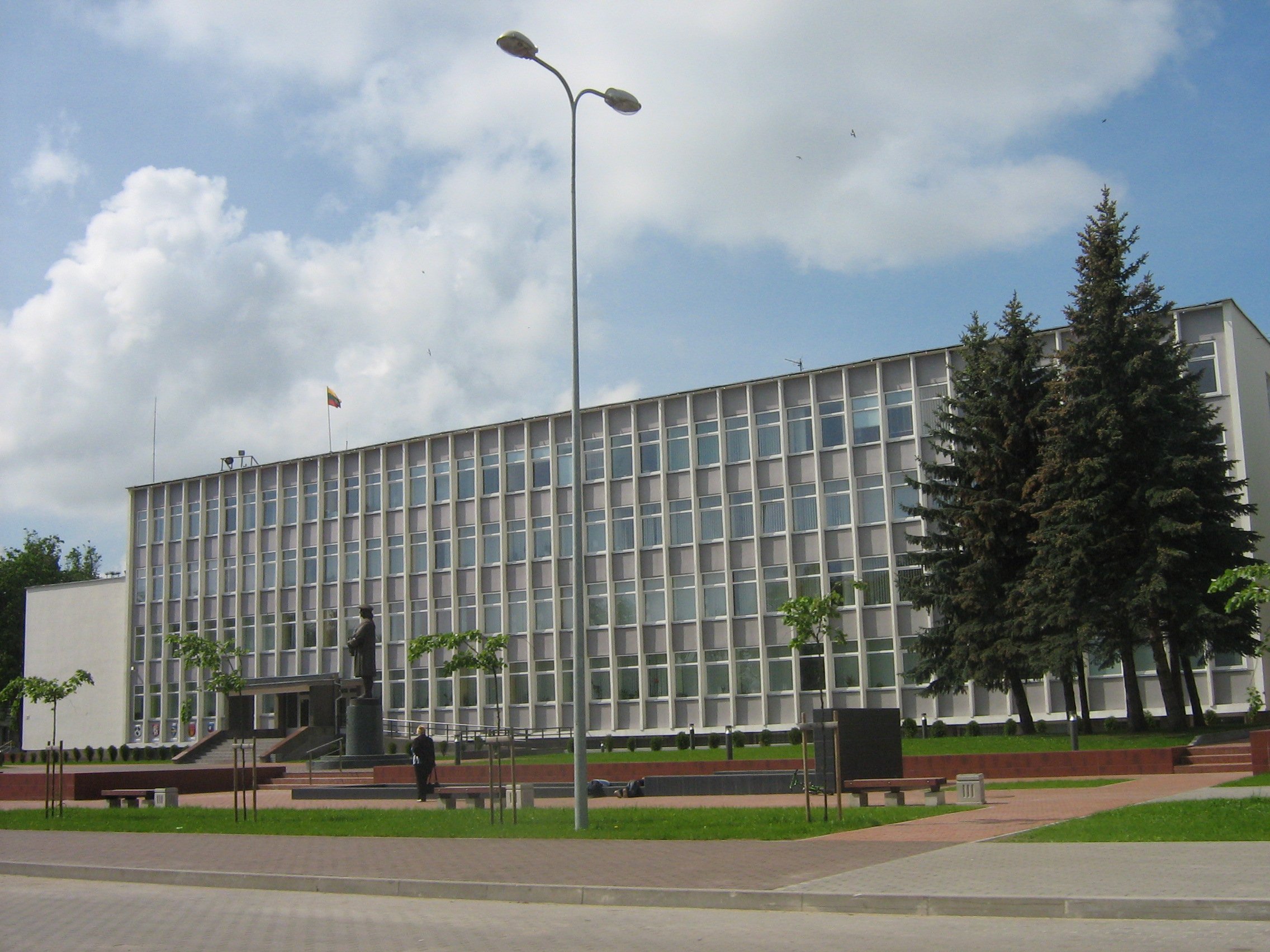
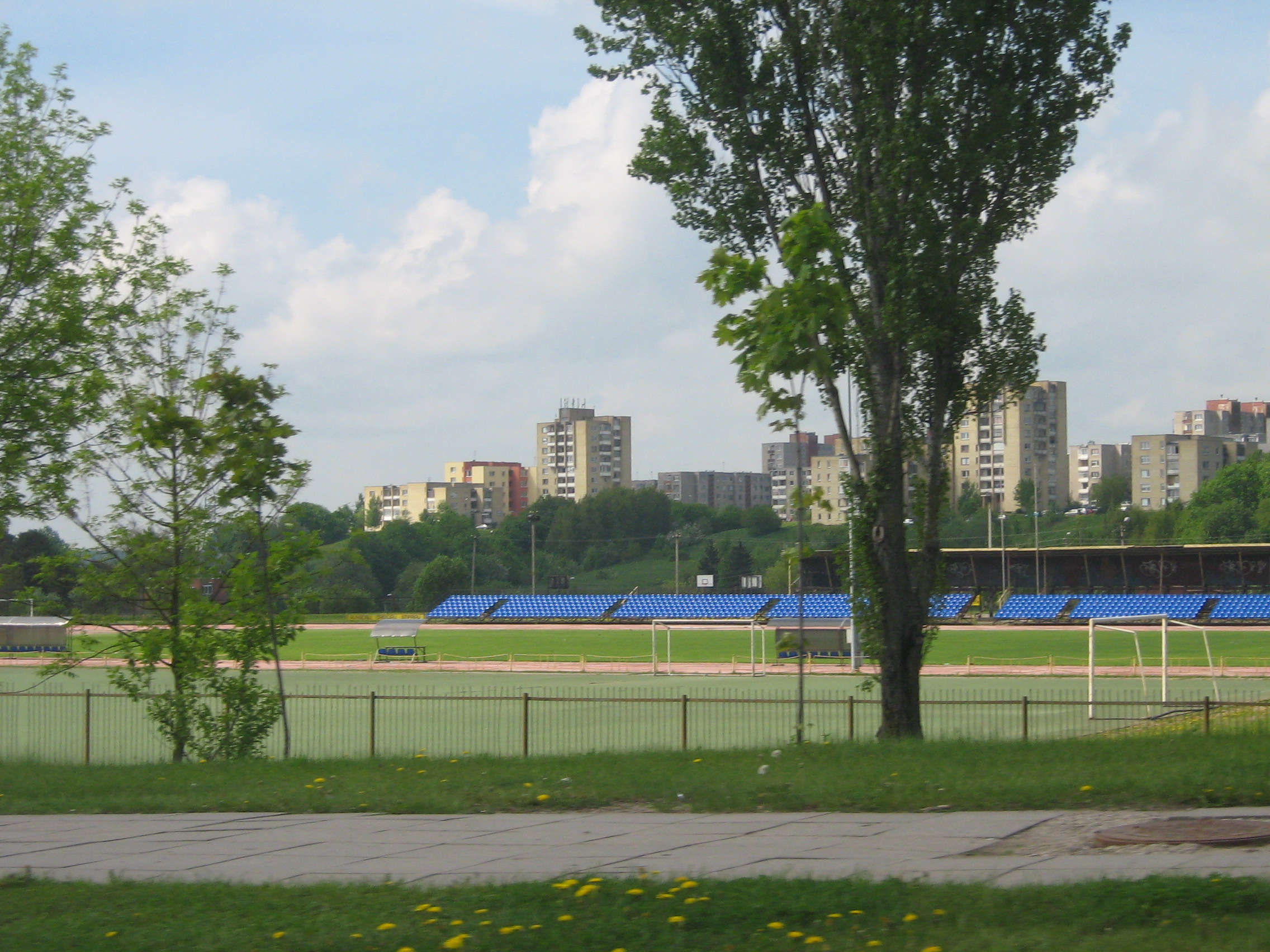